# Il fiume della vita: Okavango
Il fiume della vita: Okavango (Okavango: Fremder Vater) è un film per la televisione del 2018 diretto da Torsten C. Fischer.

## Distribuzione
Il film è stato distribuito nel 2018.